# Kurt Zielenziger
Kurt Zielenziger (geboren am 21. Februar 1890 in Potsdam; gestorben am 19. Juli 1944 im KZ Bergen-Belsen) war ein deutscher Wirtschaftshistoriker und Journalist.

## Leben
Kurt Zielenziger entstammte einer wohlhabenden Potsdamer Kaufmannsfamilie. Sein Großvater gründete 1848 in Potsdam eine Getreidegroßhandlung und war von 1851 bis 1886 im Vorstand der Potsdamer Synagogengemeinde. Sein Vater, Julius Zielenziger (1856–1938), bekleidete ab 1897 ebenfalls dieses Amt und war von 1934 bis 1938 Vorsitzender der Jüdischen Gemeinde Potsdams.
Nach dem Abitur 1908 studierte Zielenziger Sozialwissenschaften an den Universitäten München, Berlin und Freiburg i. Br. Er wurde 1912 mit der Schrift Die alten deutschen Kameralisten. Ein Beitrag zur Geschichte der Nationalökonomie und zum Problem des Merkantilismus zum Dr. rer. pol. promoviert. Anschließend war er in der freien Wirtschaft tätig, jedoch weiterhin u. a. für die Encyclopaedia Judaica sowie mit seiner 1926 erschienenen bio-bibliographischen Studie über Gerhart von Schulze-Gaevernitz und seinem 1930 erschienenen wirtschaftshistorischen Werk Juden in der deutschen Wirtschaft wissenschaftlich aktiv. Zielenziger wurde 1926 Wirtschaftsredakteur der Vossischen Zeitung und 1929 stellvertretender Leiter des Nachrichtenamtes der Stadt Berlin.
Nach der nationalsozialistischen Machtergreifung 1933 verließ Zielenziger zusammen mit seiner Frau Lilli (1892–1945) und seinem Sohn Wolfgang (geb. 1920) Deutschland und floh nach Amsterdam. Dort gründete er mit Alfred Wiener das Jewish Central Information Office. 1939 wurde die Familie aus dem Deutschen Reich ausgebürgert. Zwei Jahre nach der Invasion der Niederlande durch die deutsche Wehrmacht wurde Zielenziger am 29. September 1943 verhaftet. Er wurde zunächst im Durchgangslager Westerbork, ab dem 1. Februar 1944 im Konzentrationslager Bergen-Belsen interniert. In diesem wurde er am 19. Juli 1944 ermordet.

## Werke
- Die alten deutschen Kameralisten. Ein Beitrag zur Geschichte der Nationalökonomie und zum Problem des Merkantilismus. G. Fischer, Jena 1914; urn:nbn:de:s2w-8862. Onlinefassung des Textes
- Gerhart von Schulze Gaevernitz. Eine Darstellung seines Wirkens und seiner Werke. Prager, Berlin 1926; urn:nbn:de:s2w-7668.
- Juden in der deutschen Wirtschaft. Heine-Bund, Berlin 1930; urn:nbn:de:s2w-9157.

## Nachlass
- Verzeichnis des Nachlasses im Internationalen Institut für Sozialgeschichte unter hdl:10622/ARCH01687.